# Zubin Potok (kommun)
Komuna e Zubin Potokut är en kommun i Kosovo. Den ligger i den nordvästra delen av landet, 50 km nordväst om huvudstaden Priština.